# Harrington (chaqueta)

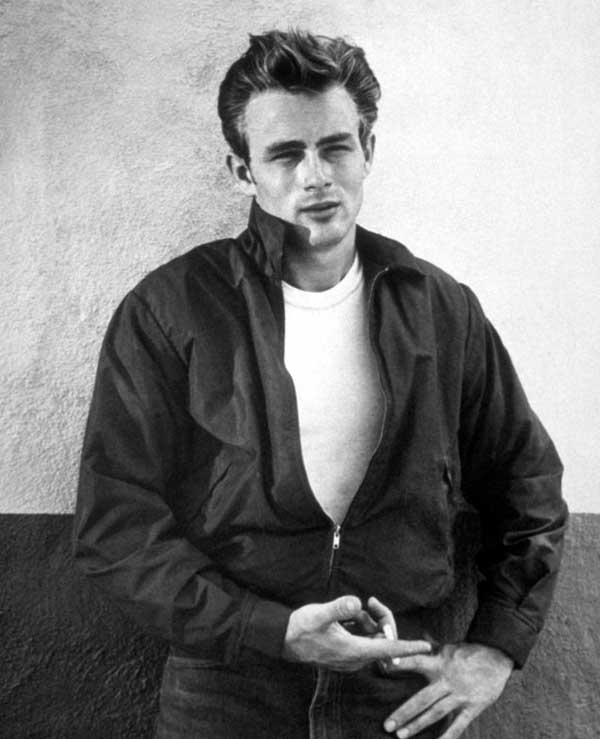
James Dean en la película Rebelde sin causa con una chaqueta Harrington

Una chaqueta Harrington (originalmente conocida como chaqueta Baracuta o G9) es una chaqueta ligera, hasta la cintura, hecha de algodón, poliéster, lana o ante. Los diseños suelen incorporar un forro con el tradicional tartán Fraser o estampado de cuadros.

## Historia
Se afirma que las primeras chaquetas de estilo Harrington fueron fabricadas en la década de 1930 por la empresa de ropa británica Baracuta. El diseño original de Baracuta, la G9, todavía está en producción. La empresa británica Grenfell, anteriormente conocida como Haythornthwaite and Sons, también afirma haber inventado una chaqueta idéntica aproximadamente al mismo tiempo basada en sus chaquetas de golf que todavía está en producción utilizando su propio algodón característico. 
La Harrington de cualquiera de las fuentes originales se basa en chaquetas ligeras y espaciosas que se usan para jugar al golf, de ahí la G en la convención de nombres G4 o G9 para Baracuta. Ambas versiones se fabricaron originalmente en Lancashire, Inglaterra. Baracuta fabricó originalmente su chaqueta en Mánchester, mientras que Grenfell tenía su sede en Burnley y luego en Londres.
El personaje Rodney Harrington de la serie de televisión Peyton Place fue visto con tanta frecuencia usando chaquetas Baracuta que el estilo de chaqueta pasó a llevar su nombre.